# Maláj énekesseregély
A maláj énekesseregély (Aplonis panayensis) a madarak osztályának verébalakúak (Passeriformes) rendjébe és a seregélyfélék (Sturnidae) családjába tartozó faj.

## Előfordulása
Banglades, Brunei, a Fülöp-szigetek, India, Indonézia, Malajzia, Mianmar, Szingapúr és Thaiföld területén honos.

## Alfajai
- Aplonis panayensis affinis (Blyth, 1846) - India északkeleti része, Banglades és Mianmar délnyugati része
- Aplonis panayensis tytleri (Hume, 1873) - az Andamán- és Nikobár-szigetek közül az Andamán-szigetek és a Nikobár-szigetek északi szigetei
- Aplonis panayensis albiris (Abdulali, 1967) - a Nikobár-szigetek középső és déli szigetei
- Aplonis panayensis strigata (Horsfield, 1821) - a Maláj-félsziget, Szumátra, Jáva és Borneó nyugati része
- Aplonis panayensis altirostris (Salvadori, 1887) - apróbb szigetek Szumátra északnyugati partvidéke mentén
- Aplonis panayensis pachistorhina (Oberholser, 1912) - kis szigetek Szumátra nyugati partvidéke mentén
- Aplonis panayensis enganensis (Salvadori, 1892) - Enggano szigete (Szumátra délnyugati partvidéke mellett)
- Aplonis panayensis heterochlora (Oberholser, 1917) - Natuna és Anembes-szigetek
- Aplonis panayensis eustathis (Oberholser, 1926) - Borneó keleti része
- Aplonis panayensis alipodis (Oberholser, 1926) - kis szigetek Borneó keleti partvidéke mentén
- Aplonis panayensis gusti (Stresemann, 1913) - Bali
- Aplonis panayensis sanghirensis (Salvadori, 1876) - kis szigetek Celebesz északkeleti partvidéke mentén
- Aplonis panayensis panayensis (Scopoli, 1786)  - Celebesz és a Fülöp-szigetek